# Хиндус, Морис Гершон
Морис Гершон Хиндус (Гиндус) (англ. Maurice Gerschon Hindus) (27 февраля 1891 года — 8 июля 1969 года) — русско-американский писатель, иностранный корреспондент, лектор, специалист по Советскому Союзу и странам Центральной Европы.

## Биография
Морис Хиндус родился в еврейской семье Якова Хиндуса и Сары Генделиович, в деревне Большое Быково, на территории современной Беларуси (на тот момент в составе Российской империи). Его отец Иаков Хиндус считался кулаком; в семье было 11 детей. После смерти отца семья обнищала. В 1905 году он с матерью, братьями и сестрами переехал в Америку, поселились в Нью-Йорке. Он занимался разовыми работами, посещая вечерние занятия, и в итоге поступил в среднюю школу Стайвесанта.
Стремясь переселиться в сельскую местность, Гиндусы откликнулись на объявление агентства по найму сельскохозяйственных рабочих в северной части штата Нью-Йорк и весной 1908 года переехали в Норт-Брукфилд в округе Мэдисон, штат Нью-Йорк, где он работал на различных фермах в течение следующего три года. Гиндус учился в средней школе в Норт-Брукфилде в течение трех лет, а затем, желая продолжить курс по сельскому хозяйству, он подал заявление в Корнелльский университет, но был отклонен из-за того, что недостаточо проучился в средней школе. Тем не менее, он был принят в Университет Колгейт, где он получил диплом с отличием по литературе в 1915 году.
Некоторое время Хиндус выступал с лекциями о России в Шатокуа и на Среднем Западе, после чего продолжил образование уже в Гарвардском университете.
В 1930-х годах организовал несколько поездок иностранных делегаций в Россию. Был в составе экспедиции Бернарда Шоу (1931 г.). Тогда же посетил I-ю образцовую сельскохозяйственную коммуну из Америки  («Ирская коммуна», Кирсановский район, Тамбовская область). Совместно с Эдди Шервудом готовил материалы книги «Вызов России»
Во время Второй мировой войны он провел три года в Советском Союзе в качестве военного корреспондента New York Herald Tribune. Хиндус также побывал в Иране, Ираке, Египте и Палестине (1947).
Хиндус — автор четырёх романов.
В 1957 году он женился на Фрэнсис МакКлернан. 8 июля 1969 года Хиндус скончался в Нью-Йорке в возрасте 78 лет, проведя предыдущие выходные в своем любимом Норт-Брукфилде.

## Россия. Литературное творчество
Первая книга, «Русский крестьянин и революция» (англ. The Russian Peasant and the Revolution), была опубликована в 1920 году. В 1922 году он провел несколько месяцев среди русских эмигрантов, а затем написал несколько статей о них для журнала Century, редактор которого попросил его поехать в Россию, чтобы изучить жизнь крестьян и изменения в сельском хозяйстве. На материале этой поездки было написано несколько книг, в том числе «Человечность вырвана с корнем» (англ. Humanity Uprooted; 1929) и «Красный хлеб» (англ. Red Bread; 1931). Специалисты по СССР часто критиковали Хиндуса за то, что его книги не представляли объективную точку зрения на советскую действительность и были наполнены чрезмерным сочувствием или наивным отношением к фактам советской жизни в 1920-х и 30-х годах.
Большинство сочинений Хиндуса так или иначе посвящены советской жизни и текущим событиям. Он посетил свою родину несколько раз, находясь там три года во время войны. После этого он написал книгу «Матушка-Россия» (англ. Mother Russia; 1943), в которой описывает жизнь во время войны.
В период холодной войны Хиндус постоянно критиковал советские власти, хотя он всегда отделял Кремль от русского народа. В частности, он написал «Кризис в Кремле» (англ. Crisis in the Kremlin; 1953), где с сочувствием описал быт крестьян. Хиндус содействовал лучшему пониманию СССР американцами как в 1920-х и 1930-х годах, так и в период союзнических отношений во время войны.

## Книги
- The Russian Peasant and the Revolution (1920)
- Broken Earth (1926)
- Humanity Uprooted (1929)
- Red Bread (1931)
- The Great Offensive (1933)
- Moscow Skies (1936)
- Green Worlds: An Informal Chronicle (1938)
- Sons and Fathers (1940)
- To Sing with the Angels (1941)
- Hitler Cannot Conquer Russia (1941)
- Russia Fights On (1942)
- Russia and Japan (1942)
- Mother Russia (1943)
- The Cossacks — The Story of a Warrior People (1946)
- In Search of a Future (1949)
- Magda (1951)
- Crisis in the Kremlin (1953)
- House Without a Roof (1961)
- The Kremlin’s Human Dilemma (1967)
- A Traveler in Two Worlds (1971)